# Caraipa foveolata
Caraipa foveolata är en tvåhjärtbladig växtart som beskrevs av Huber. Caraipa foveolata ingår i släktet Caraipa och familjen Calophyllaceae. Inga underarter finns listade i Catalogue of Life.